# Мадоу
Мадоу (кит. упр. 麻豆, пиньинь mádòu, палл. Мадоу) — город на Тайване в уезде Тайнань с населением около 50,000 человек.
Название города происходит от поселения аборигенской народности Сирая — Моатау или «Маттоу». Мадоу была одной из центральных деревень сирая, население которой во многом определяло колониальную политику голландцев.

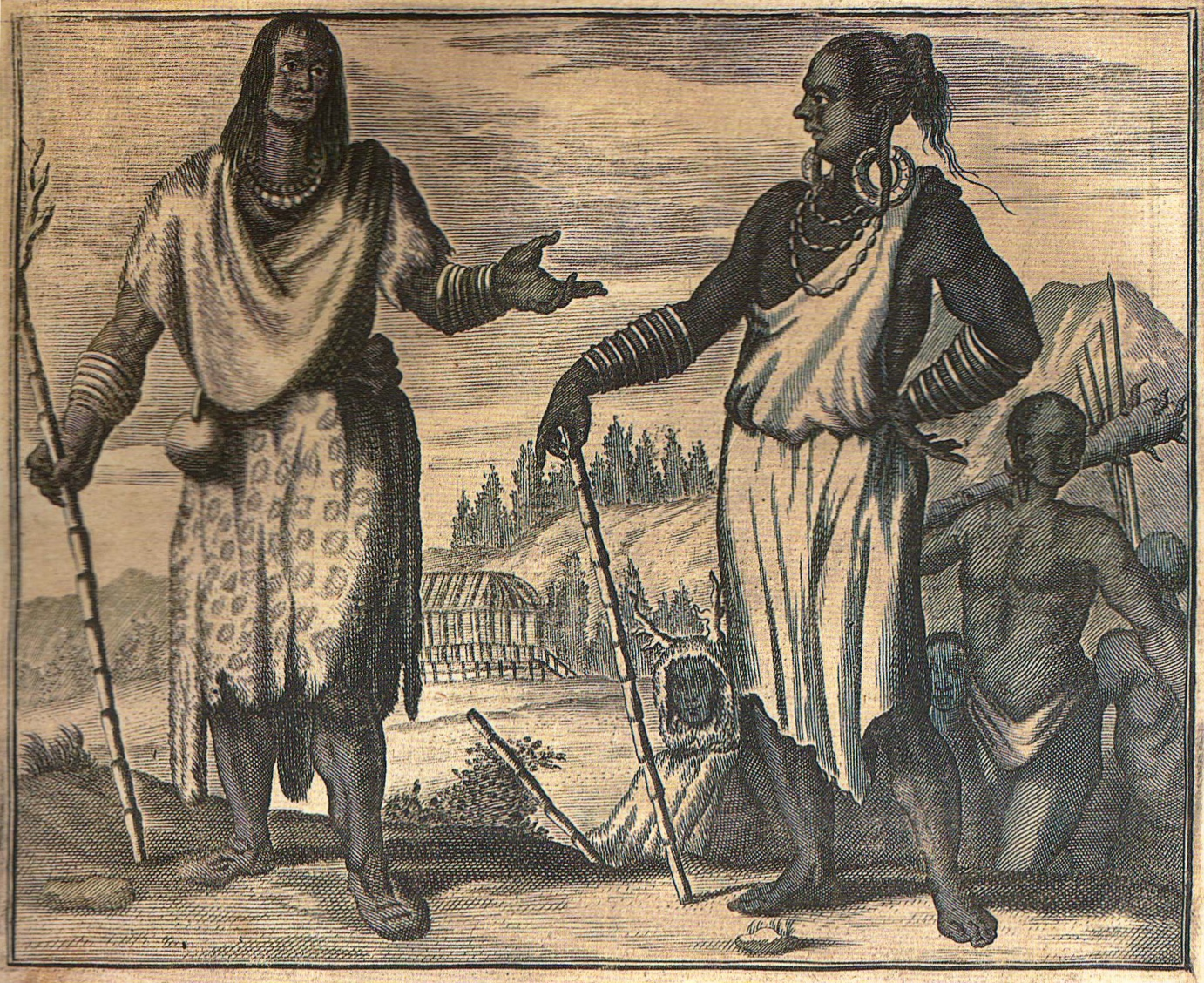
Голландская зарисовка аборигена сирая (1670)

Основав колонию вокруг гавани в городе (Аньпин), голландцы установили торговые отношения с племенем сирая и деревней Саккам. Деревня Мадоу была самой сильной и вступила в войну против других деревень сирая. В 1629 году голландский отряд, отправившийся в поход против ханьских пиратов, был уничтожен жителями Мадоу, и против голландцев взбунтовались другие деревни. В 1635 году голландцы прислали подкрепление из Джакарты и сожгли Мадоу. Другие группы аборигенов сразу стали предлагать голландцам мир. Это привело к консолидации аборигенов и прекратило войны между деревнями.
В 1657 году голландцы открыли христианский колледж, чтобы готовить молодых людей из аборигенов к принятию христианства.
В 1910 году в городе был построен японцами «Сахароочистительный завод Мадоу», это был центральный завод из семи, расположенных в разных городах.
Город славится своими грейпфрутами. Урожай собирается осенью и приурочивается к Осеннему фестивалю.
Современный город знаменит своей кулинарией и двумя университетами: бизнес-колледж Дивань и Университет Алетея.
В Мадоу расположено несколько знаменательных храмовых комплексов.
Даосский храм Мадоу Дайтяньфу(麻豆代天府) или Храм Пяти Царей (五王廟) был построен в 1857 году, рядом с ним расположен буддийский храм Гуаньинь. В выходные дни к храму стекаются многочисленные группы из разных даосских общин, устраивая шумные церемонии. Около храма построен огромный дракон, в брюхе которого организована экспозиция, посвящённая жизнь после смерти и демонстрирующая сцены из китайской мифологии. Это один из самых знаменитых даосских храмов Тайваня.
Даосский храм Царя морской пучины (海埔池王府) другой крупный даосский храм в Мадоу.